# Plaque d'immatriculation djiboutienne
 (février 2025).
Si vous disposez d'ouvrages ou d'articles de référence ou si vous connaissez des sites web de qualité traitant du thème abordé ici, merci de compléter l'article en donnant les références utiles à sa vérifiabilité et en les liant à la section « Notes et références ».
La plaque d’immatriculation djiboutienne permet, comme tous les types de plaques minéralogiques, d’identifier les véhicules sur le territoire de Djibouti. Elle est de forme rectangulaire, de format européen (520 mm × 110 mm), de couleur noire avec les inscriptions en blanc et peut comporter un drapeau djiboutien.

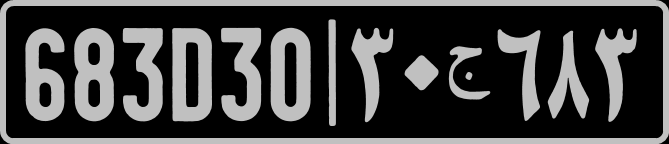
Exemple du modèle de plaque émis depuis les années 1990.

## Caractéristiques physiques

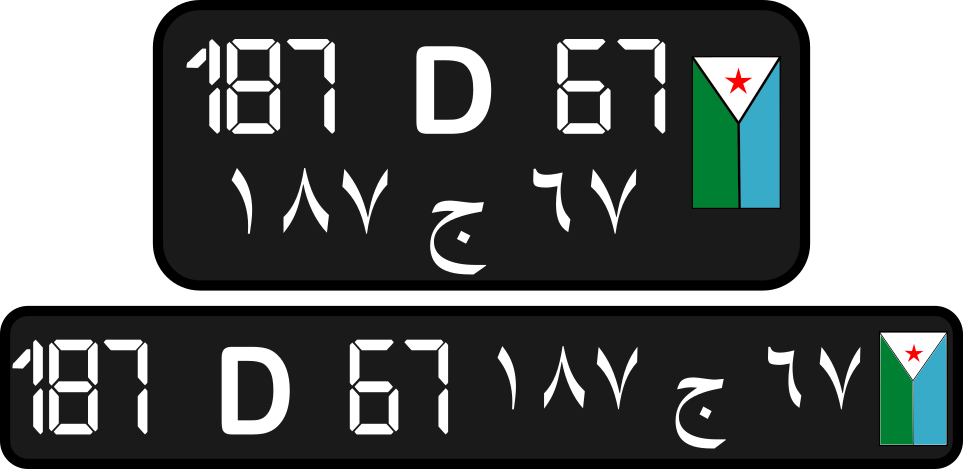
Exemple d'une plaque d'immatriculation d'un véhicule djiboutien.

La plaque se caractérise par un fond noir et des suites de chiffres de couleur blanche en relief qui correspondent à l'immatriculation du véhicule. La plupart du temps la plaque se présente en deux rangées, la première imprimée en caractères latins et la seconde en caractères arabes. Il se peut parfois que les deux ensembles de caractères se côtoient sur une même ligne. Sur les derniers modèles, notamment ceux des véhicules officiels, peut être aperçu le drapeau djiboutien.

## Système d'immatriculation actuel
Pour un véhicule ordinaire civil, le système d'immatriculation est composé d'une suite de trois chiffres de 001 à 999, suivis du caractère « D », suivis par une suite de deux chiffres représentant le millième dont fait partie le véhicule. La plaque ordinaire n'est donc pas aléatoire et un individu immatriculant 4 véhicules d'affilée peut se retrouver avec des immatriculations successives.
Pour les véhicules de l'État ou de certaines sociétés, il existe d'autres systèmes d'immatriculation, par exemple une suite de quatre chiffres suivis du caractère « B » pour les véhicules de l'État (ministères, police, gendarmerie, etc.), ou bien du caractère « C » pour les véhicules de société (EDD, Djibouti Télécom, ONEAD, etc.).